# Kleve
För andra betydelser, se Kleve (olika betydelser).
Kleve (äldre stavning Cleve) är en stad i den tyska delstaten Nordrhein-Westfalen, belägen nära Rhen och nära gränsen till Nederländerna. Folkmängden uppgår till cirka 53 000 invånare.
Staden har en gammal stadsbebyggelse med främst stenhus, med borgen Svantornet (Schwanenturm) beläget högst upp i staden. Borgen används idag av Nordrhein-Westfalens domstol.
Staden, vars äldsta bebyggelse ligger på en framskjutande del av det 90 meter höga Clever Berg, var ursprungligen delat på två städer, en övre och en nedre. Den övre erhöll stadsrättigheter 1130, den nedre 1242.

## Hertigdömet Kleve
Kleve är också benämningen på ett historiskt hertigdöme inom tysk-romerska riket i dagens Nordrhein-Westfalens nordvästra hörn.
Kleve var ursprungligen ett grevskap, och tillföll efter de ursprungliga grevarna av Kleves utdöende 1368 grevarna av Mark i Nordrhein-Westfalens nordöstra hörn. År 1417 blev Mark-Kleve hertigdöme, förenades 1521 med hertigdömet Jülich-Berg och utgjorde då sammantaget cirka 2/3 av dagens Nordrhein-Westfalen.
Det av hertigarna förda vapnet ingår idag som en del av Nordrhein-Westfalens delstatsvapen.
Efter det jülichska tronföljdskriget 1614 kom Kleve att bli en provins av Kurfurstendömet Brandenburg. Under åren 1795-1814 var provinsen fransk och hade 1816-21 egen preussisk regering. Några distrikt av provinsen tillföll 1814 Nederländerna. Efter Rhenförbundets upprättande 1814 uppgick det som en del av Preussen.

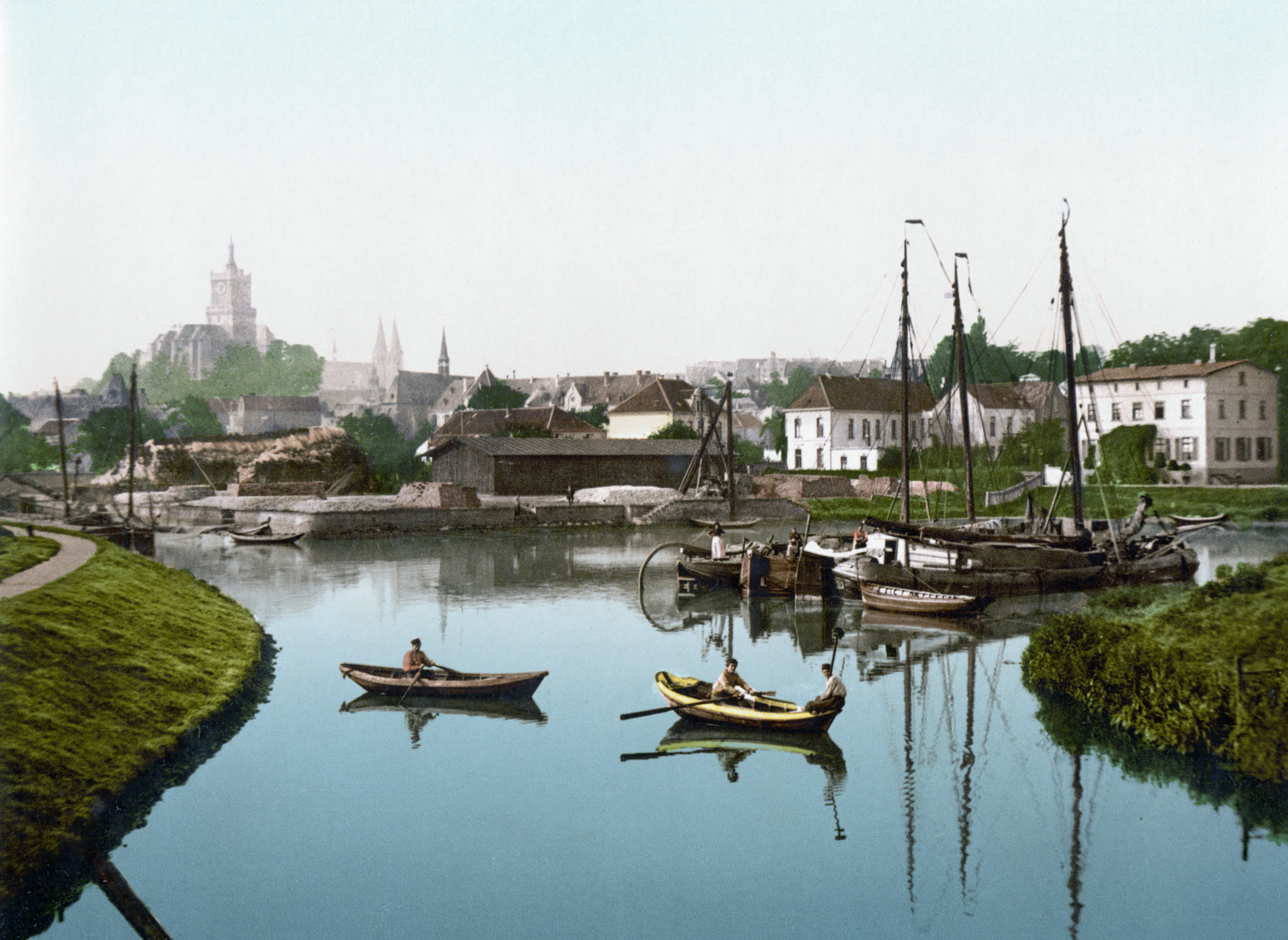
Cleve 1895